# Бульба

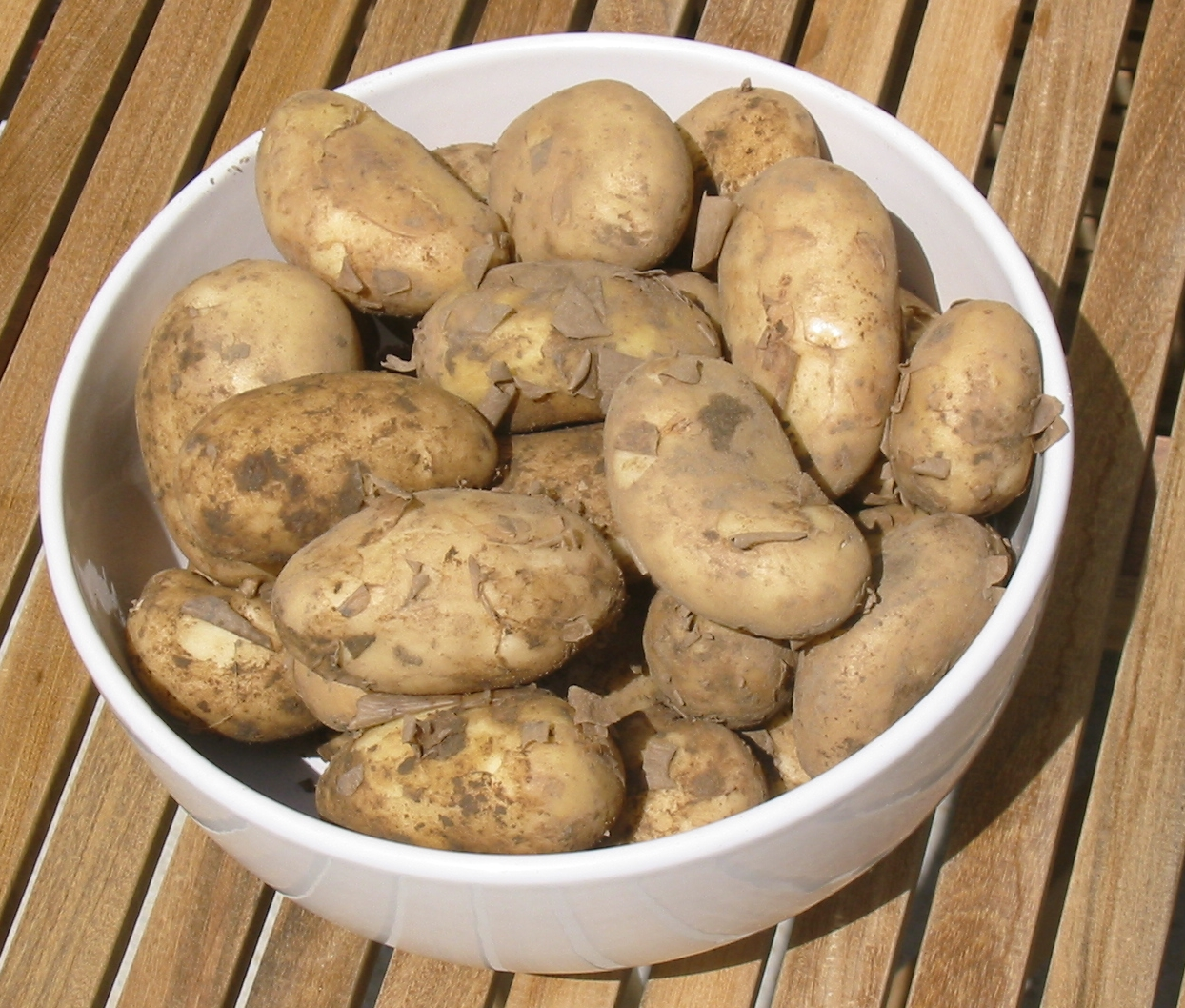
Бульби картоплі

Бу́льба (tuber) — видозмінений (потовщений та м'ясистий) пагін, стебло якого, що включає одне чи кілька міжвузлів, сильно розростається і накопичує запасні речовини, переважно крохмаль, рідше — олію.
Орган поновлення дво- та багаторічних рослин, який витримує несприятливі періоди. Часто слугує для вегетативного розмноження. Інколи бульби формуються шляхом розростання гіпокотиля (цикламен). Бульби мають недорозвинені листки, пазушні бруньки яких називають «вічками» (картопля), зрідка взагалі позбавлені листків (цикламен). Розрізняють надземні та підземні бульби. Підземні бульби — потовщення підсім'ядольного коліна (редька), підземних пагонів (картопля) або бічних чи додаткових коренів (жоржина, батат, чуфа) — часто виникають на столонах (картопля та інші). Надземні бульби формуються в основі головного (кольрабі) або бічних пагонів (епіфітні орхідеї) та несуть зелені листки. Дрібні бульби виникають в пазухах листків (пшінка), часто в області суцвіття (гірчак живорідний), у вигляді вивідкових бруньок. У бульби є ічка, бровки, міжвузля, корені.
Від бульб потрібно відрізняти кореневі шишки, тобто запасні додаткові корені (жоржина, батат), і так звані коренеплоди, в утворенні яких поряд з стеблом участь бере головний корінь (редька, буряк).
Розгляньмо утворення бульби. Спочатку з бруньки виростає тонкий довгий підземний пагін. З часом його верхівка потовщується, накопичує крохмаль і до осені перетворюється на бульбу. Кожна бульба містить кілька вічок, частина з яких проростає наступного року, а решта бруньок — сплячі. Хлорофілу бульба не має, але на сонці зеленіє. Хоча надземні бульби мають зелений колір.